# Beneath a Steel Sky

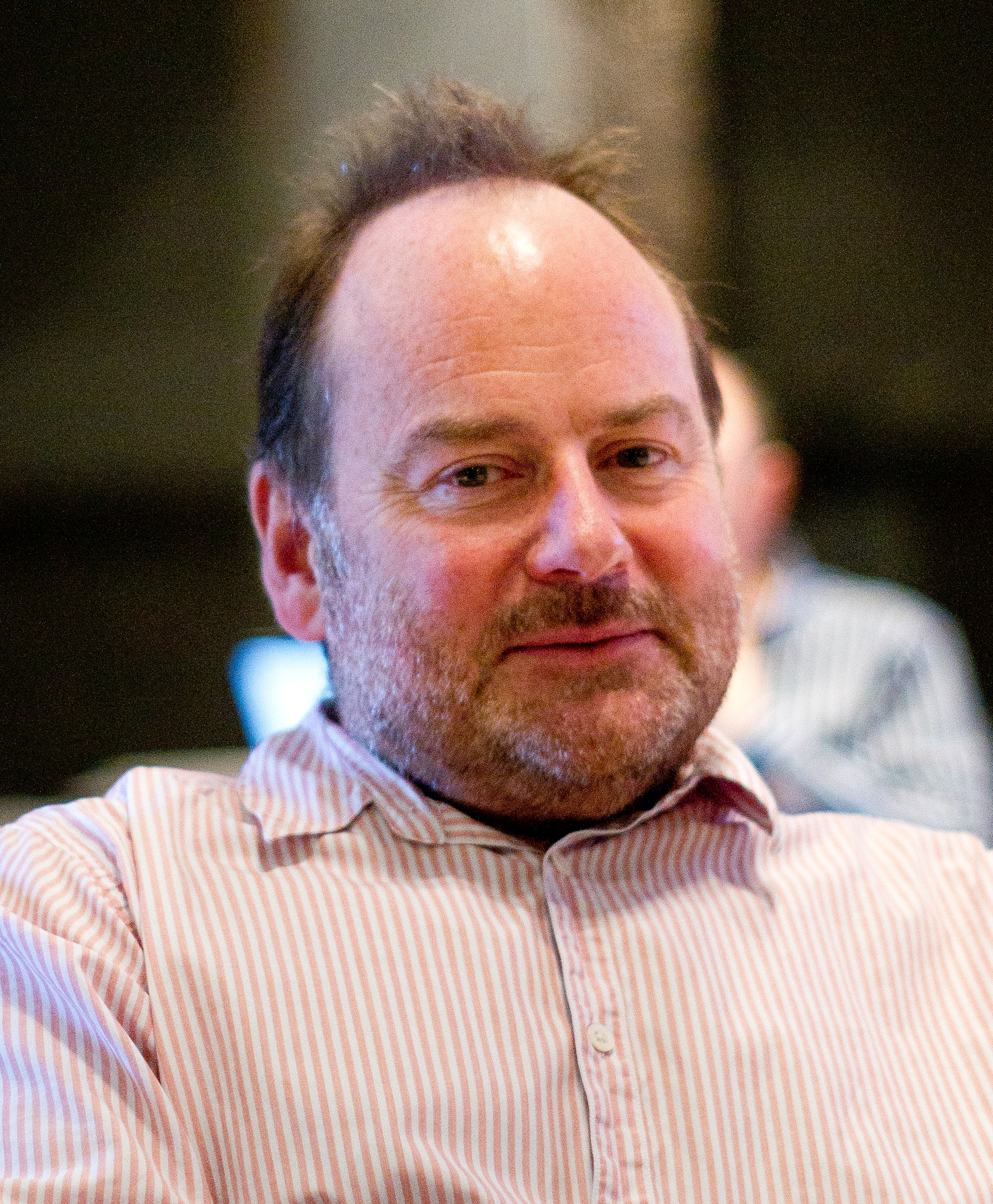
O designer de videogame Charles Cecil, em novembro de 2013

Beneath a Steel Sky é um jogo de aventura e ficção científica cyberpunk que apresenta elementos de comédia. Foi desenvolvido pela Revolution Software e lançado pela Virgin Interactive para sistemas DOS e Amiga. O título original do jogo, durante o estágio de desenvolvimento, era Underworld.
O jogo foi o segundo a utlizar a engine Virtual Theatre da Revolution Software - o primeiro foi Lure of the Temptress.
Os cenários e a sequência introdutória foram elaborados por Dave Gibbons. A sequência introdutória também foi lançada como uma revista em quadrinhos promocional.

## História

### Enredo
O jogo ocorre em um ponto desconhecido de uma versão futura da Austrália. Nesse futuro, a Terra foi consideravelmente danificada pela poluição e pela radiação.
O garoto Robert foi o único sobrevivente de um acidente aéreo num ponto no deserto. Ele foi adotado por uma tribo indígena que lhe ensinaram o que ele precisava saber para sobreviver, além dele ter desenvolvido habildades para robótica; eles lhe deram o nome Robert Foster.
Foster, já adulto, foi capturado e teve sua tribo aniquilada por soldados oficiais de Union City enviados pela entidade computadorizada onisciente LINC. O helicóptero aonde Robert se encontrava explodiu, e mais uma vez ele foi o único sobrevivente de um acidente aéreo, deixando ele sozinho na cidade, contando apenas com uma pequena placa de circuito contendo a personalidade de Joey, seu parceiro andróide. A placa pode ser inserida e removida em diversos corpos robóticos. Isso permite que Joey mude de corpo de acordo com a situação, sendo que os corpos podem lhe prover habilidades utéis. Joey, no entanto, nem sempre fica feliz com as escolhas de Foster para corpos.
Na decadente e reprimida Union City, Foster descobre que seu nome verdadeiro é Overmann, e que ele é filho do criador do LINC. Sua mãe foi morta pelo LINC. Com a ajuda da operária Anita, Robert consegue implementar um vírus no sistema de uma fábrica de androídes, corrompendo o suprimento alimentício do LINC. No processo, Joey tem sua personalidade instalada no corpo de um androíde, e recebe o nome Ken. Ele descobre que seu pai esteve funcionando como hospedeiro para LINC, e sendo controlado pela entidade parasita. Como ele estava morrendo, a entidade planejou substituí-lo pelo seu filho, já que ele tem preferência pelo elo sangüíneo. Minutos antes do pai de Robert falecer, Ken aceita servir como novo hospedeiro da entidade. Como ele não é puramente orgânico, ele pôde passar a controlar o LINC, reorganizando Union City.

### O mundo de Beneath a Steel Sky
No mundo futuro de Beneath a Steel Sky, os seis estados e dois territórios da Austrália foram consumidos pela sua capital, Sydney, e são descritos como "cidades-estados".
Union City passor a ser a segunda maior das seis cidades-estados após a aquisição de Asio-City. Notavelmente, ASIO é o nome da agência de inteligência internacional da Austrália.
Após a 'Guerra Euro-Americana', todos os participantes concordaram em estabelecer um conjuntos de ideais descritos como 'principíos neo-democáticos', que removeria toda a representação operária e os benefícios sociais.
Há referências na história que envolvem um conflito comercial entre Union City e a corporação Hobart.

### Personagens principais
- Robert Foster: O herói, sobrevivente de um desastre aéreo que matou sua mãe, criado por uma tribo indígena. Passou a vida sem conhecer o pai. Foi seqüestrado à mando de LINC para servir como novo hospedeiro. Descobre que seu sobrenome na verdade é Overmann.
- Joey: O robô amigo de Foster. Sarcástico e pessimista.
- Anita: Operária que trabalha numa fábrica de tubos e canos. Programou um vírus para destruir o sistema da fábrica de andróides que protegem o LINC. Devido ao fato de que sua classe não era alta o bastante, não teve direito a usar uma roupa protetora contra radiação ao ter que trabalhar perto de um reator. Morreu queimada pela radiação.
- Dr. Overmann: Pai de Robert, criador do LINC. Servindo como hospedeiro do LINC, quando devia estar controlando ele, acabou tendo sua mente afetade, o que o levou a causar o acidente aéreo que matou sua esposa. Também provocou um acidente na nave que trazia seu filho raptado, tentando poupá-lo do destino de servir de hospedeiro. Morreu de velhice após reencontrar seu filho.
- Ken: A personalidade de Joey aplicada a um andróide. Passa a servir como novo hospedeiro do LINC, mas mantendo controle total sobre a entidade.

## Recepção
O jogo foi sucesso de critíca na Inglaterra e nos Estados Unidos, recebendo notas altas em revistas especializadas e chegando a receber o Golden Joystick Award para 'Melhor Adventure'.

## Créditos
- Charles Cecil: Diretor, Design, Manual
- Daniel Marchant: Produtor, Design
- Dave Cummins: Roteiro, Music, Design, Manual
- Dave Gibbons: Arte, Design
- Tony Williams: Música e efeitos sonoros
- Noirin Carmody: Manual

Produtores assistentes
- Aron Phelan
- Peter Hickman

Programação
- David Sykes
- Tony Warriner
- James Long

Gráfios e animações
- Stephen Oades
- Adam Tween
- Paul Humphreys
- Steve Ince

Vozes
- Brian Bowles
- Adam Henderson
- Jason Isaacs
- Steve Mallons

## Situação legal
Em Agosto de 2003, o jogo foi lançado como freeware e teve suporte do ScummVM, sendo possível jogá-lo no Windows, Mac OS X, Linux, Windows CE, entre outros sistemas operacionais compatíveis. Os arquivos, tanto da versão de disquete quanto do CD, estão disponíveis no site do ScummVM.

## Sequência
"Beneath a Steel Sky 2 é um projeto que a Revolution têm considerado por um tempo, e comeceu a rolar alguma coisa, mas não é possível falarmos mais nada além disso.", declarou o chefe Charles Cecil em 2004. Em 4 de Março de 2004, Revolution comprou o domínio steel-sky2.com, apesar de aparentemente já ter sido vendido;
Em Agosto de 2005, Revolution anuncionou Broken Sword: The Angel of Death, então nenhuma sequência será lançada por ora. No entanto, em Setembro de 2005, Tony Warriner afirmou no fórum da Revolution que o jogo não foi cancelado, e que ele não perderia a esperança que um Steel Sky 2 surja em algum ponto no futuro. Mais recentemente, Charles Cecil falou em uma entrevista em 10 de Agosto de 2006 sobre sua admiração sobre o trabalho feito pelo ScummVM e sobre seu interesse em relação uma sequência. Ele também afirmou que caso fizesse o jogo, adoraria trabalhar com Dave Gibbons novamente..
Se lançado, o jogo provavelmente será 3D, como o mais recente lançamento da série Broken Sword'.